# Медвежий (ледник)
Медве́жий — сложный долинный ледник на Центральном Памире, на западном склоне хребта Академии Наук, в бассейне реки Абдукагор. Административно находится на территории Таджикистана в Горно-Бадахшанской автономной области.
Длина ледника составляет 15,8 км, площадь — 25,3 км². Медвежий имеет общую область питания с ледником Федченко на высотах более 5500 м. Фирновая линия располагается на высоте 4400 м. Узкий и длинный язык ледника крутым 900-метровым ледопадом спускается из фирнового бассейна в глубокое ущелье до 2900 м.
Для Медвежьего характерны быстрые подвижки с продвижением языка за несколько месяцев на 2 км вниз по долине, где он подпруживает в боковой долине озеро, прорыв которого приводит к разрушениям в Ванчской долине. Подобные подвижки происходили в 1916, 1937, 1951, 1963, 1973, 1989, 2001, 2011 годах (подвижки 1973, 1989, 2001 были предсказаны).